# Papauté byzantine

Les campagnes de Justinien Ier (en rouge pâle) permettent à l'Empire romain (d'Orient, dit « byzantin » depuis le XVe siècle) de revenir pour deux siècles en Méditerranée occidentale et d'inclure ainsi en Hispanie, en Italie et en Afrique, des régions de tradition, de langue et de liturgie latine.

La papauté byzantine est une période de l'histoire de la papauté, qui s'étend de l'an 537 à l'an 752, marquée par l'appartenance territoriale à l'Empire romain d'Orient (dit « byzantin » depuis 1557). Elle représente alors la partie de cet Empire, restée de langue officielle et liturgique latine, de tradition latine et, religieusement, de rite latin. 
À cette époque, les papes ne se sont pas encore mis sous la protection des royaumes germaniques d'Occident et devaient recevoir l'approbation de l'empereur d'Orient pour recevoir la consécration épiscopale. De nombreux papes sont choisis parmi les « apocrisiaires » (représentants du pape auprès de la cour impériale) et parmi les chrétiens d'orient (souvent de langue grecque) d'origine grecque, syrienne ou sicilienne.
La période byzantine débute lorsque l'empereur Justinien reconquiert la péninsule italienne durant la guerre des Goths (535-553) et nomme les trois papes suivants, une pratique qui est poursuivie par ses successeurs et, plus tard, qui est déléguée à l'exarchat de Ravenne.
À l'exception du pape Martin Ier, aucun pape, durant cette période, ne remet en cause le privilège du monarque byzantin de confirmer l'élection de l'évêque de Rome avant que sa consécration puisse avoir lieu. Pour autant, les conflits théologiques sont fréquents entre le pape et l'empereur, dans des domaines tels que le monothélisme et l'iconoclasme.
Rome, sous les papes grecs, constitue un « melting pot » de traditions chrétiennes, qui se reflètent dans l'art mais aussi la liturgie.

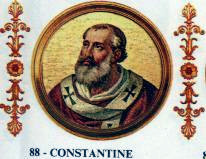
Le pape Constantin, en 710, est le dernier pape à se rendre à Constantinople jusqu'à Paul VI en 1967.

## Histoire

### Origines (534-638)

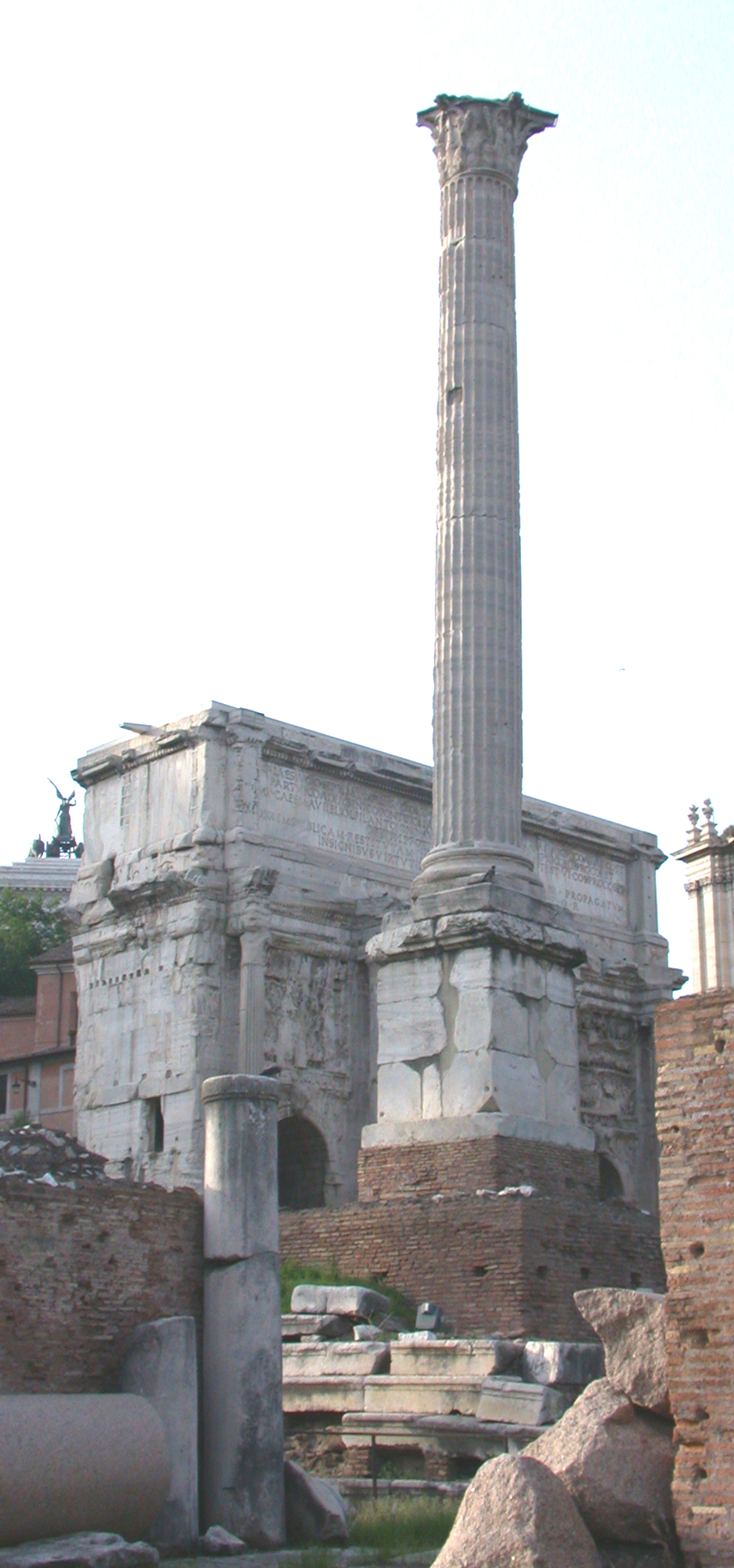
La colonne de Phocas sur le forum à Rome.

Après son invasion de l'Italie durant la guerre des Goths (535-553), l'empereur Justinien contraint le pape Silvère à l'abdication et installe à sa place Vigile, un ancien apocrisiarius de Constantinople, le 29 mars 537. En 556, Justinien nomme le nouveau pape Pélage Ier lors d'une « mascarade électorale » pour remplacer Vigile. Par la suite, l'empereur Justinien se contente d'approuver le pape, comme pour Jean III, à la suite de son élection. Les successeurs de Justinien poursuivent cette pratique durant plus d'un siècle.
Bien que les troupes byzantines qui envahissent l'Italie se fassent appeler Romains parce qu'ils viennent de l'Empire romain d'Orient, de nombreux habitants de la ville se méfient profondément des Grecs et de l'influence hellénistique en général. Peu après, les citoyens de Rome adressent une pétition à Justinien pour rappeler le général Narsès, qui a capturé Rome en 552, déclarant qu'ils préfèrent encore être gouvernés par les Goths. Un sentiment anti-byzantin est présent dans toute la péninsule italienne et la réception de la théologie grecque dans les milieux latins est plus contrastée.
Le pouvoir continu de la nomination, par l'empereur byzantin, peut être vu dans la légende du pape Grégoire Ier, qui écrit à Constantinople, pour demander de refuser son élection. Plus tard, le pape Boniface III publie un décret dénonçant la corruption dans les élections papales et interdit la discussion sur les candidats, durant trois jours, après les funérailles de l'ancien pape. Par la suite, Boniface III décréte que les membres du clergé et les «fils de l'Église», c'est-à-dire les nobles laïcs, doivent se réunir pour élire un successeur et doivent voter selon leur conscience. Cette réduction des factions, pour les quatre prochaines successions, conduit à des élections rapides et à l'approbation impériale.
Le prestige de Grégoire Ier assure une incorporation progressive de l'influence de l'Est, qui conserve toutefois le caractère distinctif de l'Église romaine ; les deux successeurs de Grégoire Ier (Sabinien et Boniface III) sont choisis parmi ses anciens apocrisiaires à Constantinople, dans un effort pour gagner la faveur de l'empereur Phocas, qui souscrit avec enthousiasme aux prétentions contestées pour accéder au trône de Grégoire Ier.

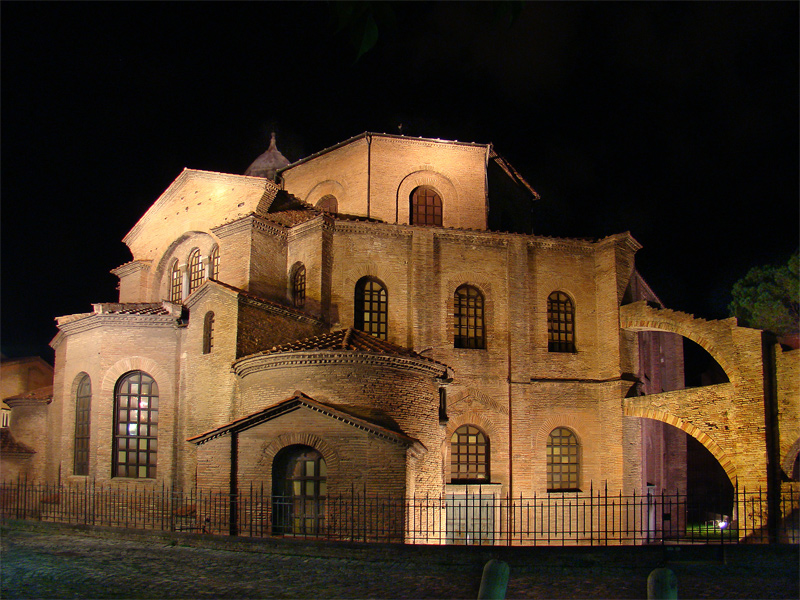
La basilique Saint-Vital de Ravenne combine les éléments architecturaux occidentaux et Byzantins

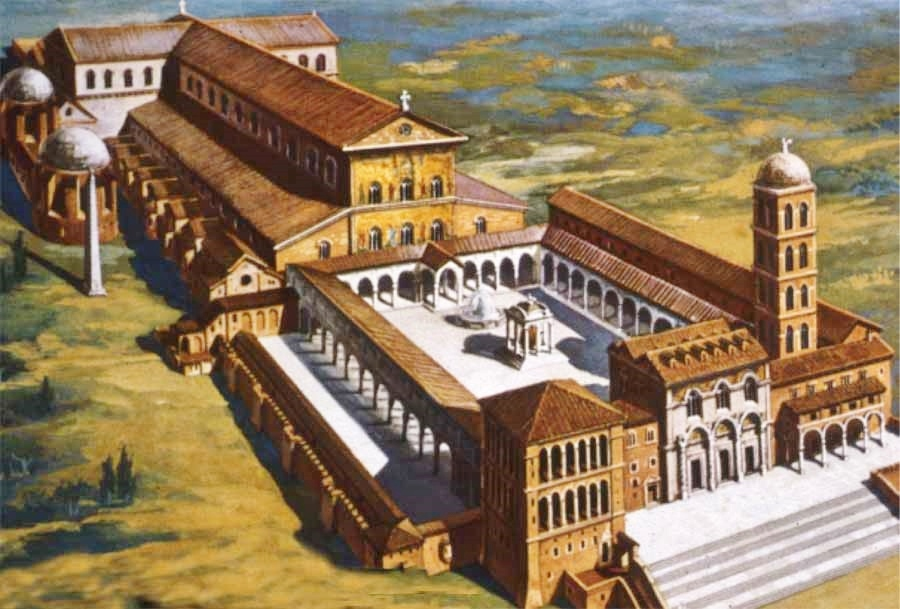
La basilique Saint-Pierre de Rome à l'époque de la papauté byzantine

Le pape Boniface III, en l'an 607, est très probablement d'origine grecque, ce qui fait de lui l'« Oriental sur le trône papal » : de nombreux auteurs ont une mauvaise considération, pour le pape Théodore Ier, qui règne de 642 à 649, comme le premier des papes de l'Est, un pape de la papauté byzantine). Boniface III obtient une proclamation impériale déclarant que Rome est à la « tête de toutes les églises ». Il est nommé « évêque universel » (étant réaffirmé comme, par la nomination des papes de Justinien I, le « premier parmi tous les prêtres ») par un décret de Phocas, qui vise également à humilier le patriarche de Constantinople comme l'exhorte à le faire, le pape.
Phocas érige une colonne de lui-même dans le forum romain, seulement trois semaines après la consécration de Boniface III, et en 609, il ordonne la conversion du Panthéon en une église chrétienne, le premier temple païen romain ainsi converti. Boniface III tente lui-même de surpasser les efforts de Phocas pour christianiser le site, en collectant vingt-quatre charrettes d'ossements de martyrs dans les Catacombes de Rome, pour y être conservés pieusement dans le temple.
Un synode, en l'an 610, statue que les moines peuvent être membres, à part entière, du clergé, une décision qui risque d'augmenter massivement les hordes de moines grecs sur le point de prendre la fuite pour Rome alors que les Slaves conquièrent une grande partie de la côte des Balkans. À ce moment Salona en Dalmatie, Justiniana Prima en Illyrie, la péninsule Grecque, le Péloponnèse et la Crète sont sous la juridiction ecclésiastique de Rome tandis que Constantinople est l'« un des derniers endroits où l'on peut trouver un refuge au début du VIIe siècle ».
Une autre vague de réfugiés monastiques apporte avec elle diverses controverses christologiques et parvient à Rome, alors que l'Empire perse ravage les possessions byzantines de l'Orient. Les conquêtes arabes, qui suivent au VIIe siècle, inversent l'« avalanche d'ascètes de l'Orient » et la « fuite des cerveaux des émigrations ascétiques vers la Terre Sainte » qui suit les invasions gothiques de 408 à 410. Bien que les moines qui immigrent sont relativement peu nombreux, leur influence est immense :

« Au milieu d'une atmosphère qui les a accueillis chaleureusement, la petite force de moines et de clercs qui est venue à Rome, à cette époque, aurait combiné leur zèle envers Chalcédoine, leur sagacité intellectuelle, leur enseignement supérieur et l'autorité spirituelle de l'Église romaine et de la papauté, pour mobiliser la bataille et gagner la guerre contre la dernière des grandes controverses christologiques pour se confronter à l'église. »

### Le conflit monothéliste (638-654)

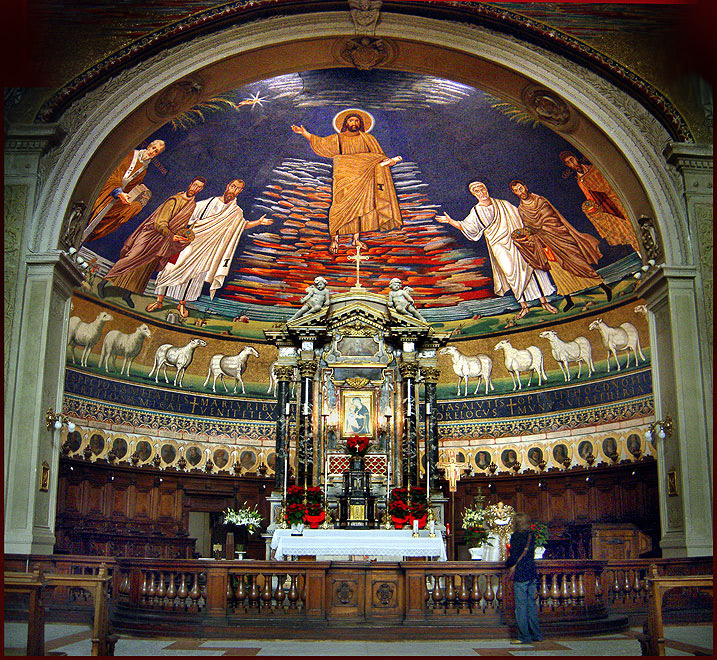
L'abside de la Basilique Santi Cosma e Damiano, commandée par Serge Ier : peinture du Christ en berger (référence à l'Agnus Dei, pratique abandonnée depuis le Quinisexte).

Il est considéré comme obligatoire, de la part d'un pape élu, d'obtenir la confirmation de sa nomination par Constantinople, avant la consécration, ce qui entraîne souvent des délais extrêmement longs (Sabinien : 6 mois - Boniface III : 1 an - Boniface IV : 10 mois - Boniface V : 13 mois), en raison de la difficulté du voyage, la bureaucratie byzantine et les caprices des empereurs. Les différends étaient souvent théologiques : par exemple, Séverin n'est pas consacré, pendant 20 mois après son élection, en raison de son refus d'accepter le monothélisme : il meurt quelques mois seulement après avoir finalement reçu la permission d'être consacré en 640,. Lorsque le pape grec Théodore tente d'excommunier deux patriarches de Constantinople pour soutenir le monothélisme, les troupes impériales pillent le trésor pontifical au palais du Latran, arrêtent puis exilent l'aristocratie papale, à la cour impériale et profanent l'autel de la résidence papale à Constantinople.
Théodore Ier d'origine grecque-palestinienne, fils de l'évêque de Jérusalem, est choisi, en 642, pour sa capacité, en raison de sa langue maternelle, à lutter contre les diverses hérésies originaires de l'Est.
En raison de sa capacité de débattre avec ses adversaires dans leur propre langue, « la papauté ne souffrira plus jamais de cette sorte d'embarras qui a résulté de la négligence linguistique d'Honorius Ier ». Théodore prend la mesure, presque sans précédent, de la nomination de Stéphane de Dor comme vicaire apostolique pour la Palestine, avec l'intention de déposer les évêques monothélistes, successeurs de Serge de Joppé.
La déclaration de Théodore concernant Pyrrhus de Constantinople veille à ce que Rome et Constantinople soient maintenant dans le schisme et une guerre ouverte au cours de la christologie qui allait caractériser l'Empire chrétien. Un pape grec excommuniant le patriarche fait sans aucun doute « un spectacle affligeant » au regard de l'intention des empereurs pour rétablir l'unité religieuse. L'audace de Théodore atteste « du courant sous-jacent fort de rancœur romaine contre une telle utilisation maladroite de la force impériale émanant de Ravenne depuis l'incident Maurikios […] l'acceptation enthousiaste de l'autorité politique impériale exercée avec une telle brutalité déclinait perceptiblement ».

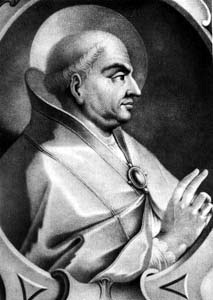
Martin Ier enlevé par Constans II, mort en exil.

Le successeur de Théodore, le pape Martin Ier, insiste à être consacré immédiatement, sans attendre l'approbation impériale. Il est enlevé (après un retard dû à la révolte d'Olympios l'exarque de Ravenne) par les troupes impériales de Constantinople, reconnu coupable de trahison et exilé en Crimée où il meurt en 655,. Bien que le principal crime de Martin Ier était la promotion du synode du Latran (649), le concile lui-même était une « affaire manifestement byzantine » en vertu de ses participants et des influences doctrinales. Le statut du conseil œcuménique n'a jamais été reconnu,faute de solidifier l'idée que la convocation des conciles œcuméniques était une prérogative impériale. Durant les quatre années d'ajournement du concile, tant Martin Ier que Maxime le Confesseur sont arrêtés et jugés à Constantinople pour « avoir transgressé les écrits ».
Selon Eamon Duffy, « l'un des pires éléments de la souffrance de Martin est sa connaissance du fait que, pendant qu'il vivait encore, l'Église romaine avait cédé aux ordres impériaux et élu un nouveau pape », le pape Eugène Ier. Selon Ekonomou, « les Romains étaient aussi prêts à oublier le pape Martin que Constant II Héraclius a été soulagé de le voir enlevé pour les rives éloignées du Nord de la mer Noire ». Trente ans plus tard, le troisième concile de Constantinople revendique la condamnation, par le Conseil, du monothélisme, mais pas devant le synode, ce qui « ouvre la voie à la période romaine de l’Intermezzogrecque ».

### La Réconciliation (654-678)
Les habitants de l'Est et l'Ouest ont « fini par se lasser des décennies de guerres de religion » et l'arrestation de Martin Ier fait beaucoup pour dissiper la « fièvre religieuse des sujets italiens de l'Empire ». Le rapprochement de l'Empire est considéré comme essentiel à la lutte contre l'extension lombarde et la menace arabe, ce qui fait qu'aucun pape ne « fait à nouveau référence à Martin Ier » pendant soixante-cinq ans. Bien que le malaise romain à élire un successeur à Martin Ier, qui est toujours vivant et que les Byzantins souhaitent punir Rome, le concile déclare un sede vacante immédiat qui dure quatorze mois. Les sept prochains papes sont plus acceptables pour Constantinople et sont approuvés, sans retard, mais le pape Benoît II doit attendre un an, en 684. Après quoi, l'empereur consent à déléguer l'approbation à l’exarque de Ravenne. Celui-ci est invariablement un Grec de la cour de Constantinople qui a le pouvoir d'approuver la consécration papale à partir d'Honorius Ier.
L'Empereur Constant II Héraclius, le ravisseur de Martin Ier, réside lui-même à Rome, durant une période, sous le règne du pape Vitalien. Vitalien lui-même est peut-être d'origine orientale et a certainement désigné des Grecs à des postes importants, tels que Théodore de Tarse en tant qu'archevêque de Canterbury. On a beaucoup parlé de Constant II, peut-être motivé à déplacer la capitale impériale à Rome ou à reconquérir de vastes portions du territoire de Justinien Ier mais il est plus probable qu'il visait quelques victoires militaires limitées contre les Slaves, les Lombards et les Arabes. Vitalien accumule les honneurs et les cérémonies pour Constant II, y compris une visite de la tombe de saint Pierre, alors même que les ouvriers de Constant II dépouillent le bronze des monuments de la ville pour le fondre afin qu'il soit envoyé à Constantinople au départ de l'empereur.
Cependant, à la fois Vitalien et Constant II sont convaincus au moment du départ, que la relation politique et religieuse entre Rome et Constantinople est effectivement stabilisée, laissant Constant II libre de concentrer ses forces contre les Arabes. Peu après, Constant II est assassiné en Sicile par Mezezius, Vitalien refuse de soutenir l'usurpation de Mezezius pour accéder au trône et gagne les faveurs du fils de Constant II, son successeur, Constantin IV. Constantin IV retourne la faveur en refusant de soutenir l'effacement du nom de Vitalien sur les diptyques des églises byzantines et prive Ravenne du statut d'autocéphale en rendant la juridiction papale. Constantin IV, abandonne la politique du monothélisme et convoque le troisième concile de Constantinople, en 680, pour lequel le pape Agathon envoie un représentant. Le Conseil revient sur le concile de Chalcédoine et condamne le pape Honorius Ier et les autres promoteurs du monothélisme. Au cours des dix années suivantes, la réconciliation augmente la puissance de la papauté, l'église de Ravenne abandonne sa prétention à un statut indépendant (anciennement approuvé par Constant II), la taxation impériale est diminuée et le droit de la confirmation papale est délégué de Constantinople à l'exarque de Ravenne. C'est au cours de cette période que la papauté commence la « pensée de l'Église universelle non pas comme la somme des églises particulières, comme dans l'Église orientale, mais comme synonyme de l'Église romaine ».

### Les papes grecs (678-752)

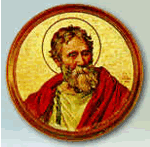
Agathon et dix de ses successeurs étaient d'origine grecque.

Le pape Agathon, un Grec de Sicile, commence « une succession ininterrompue de pontifes orientaux, couvrant les trois prochains quarts de siècle »,. Le troisième concile de Constantinople et les papes grecs inaugurent « une nouvelle ère dans les relations entre les parties orientale et occidentale de l'Empire ». Durant le pontificat de Benoît II (684-685), Constantin IV renonce à l'exigence de l'approbation impériale pour la consécration en tant que pape, reconnaissant le changement radical dans la démographie de la ville et son clergé. Benoît II, le successeur de Jean V est élu « par la population en général » ; c'est le retour à l'ancienne pratique. Les dix successeurs grecs d'Agathon sont probablement le résultat final des concessions de Constantin IV. Les décès de Jean V et, plus encore, celui du pape Conon aboutissent à des élections contestées, mais celle, qui suit concernant le pape Serge Ier en vertu de la domination byzantine se passe sans problème grave.
Pendant le pontificat de Jean V (684-685), l'empereur réduit sensiblement la charge fiscale sur les patrimoines pontificaux en Sicile et en Calabre, en éliminant la surtaxe sur les céréales et autres taxes impériales. Justinien II, sous le règne de Conon, diminue également les impôts sur les patrimoines de Bruttium et la Lucanie en libérant ceux enrôlés dans l'armée pour assurer la sécurité sur ces paiements. Les papes de cette période reconnaissent explicitement la souveraineté impériale sur Rome et datent parfois leur correspondance personnelle des années de règne de l'empereur byzantin. Cependant, cette unité politique ne s'est pas également étendue aux questions théologiques et doctrinales.

#### Le concile Quinisexte: le litige

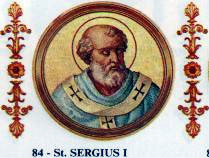
Serge Ier (pape) qui refuse les canons du concile Quinisexte, poussant Justinien II à ordonner son arrestation

Les premiers actes de Justinien II ont paru poursuivre le rapprochement initié sous Constant II et Constantin IV.
Toutefois, la réconciliation est de courte durée et Justinien II convoque le concile Quinisexte, concile qui ne rassemble que des évêques orientaux, afin de régler une série de décrets estimés offensants pour les Occidentaux. Les textes canoniques sont envoyés au pape Serge Ier pour signature ; Serge refuse et bafoue ouvertement les lois nouvelles. Le concile Quinisexte approuve 85 des Canons apostoliques, tandis que Serge n'aurait admis que les cinquante premiers. Sans doute, la plus grande partie de la résistance découle de doctrines et de pratiques différentes entre l'Est et l'Ouest ; par exemple, les diacres romains se voient interdits de vivre avec leurs épouses après leur ordination. Les prêtres romains ne peuvent avoir été mariés deux fois avant leur ordination. Les chrétiens romains ne peuvent jeuner le samedi de Grand Carême ; ils sont autorisés à consommer du sang animal. Ces pratiques ainsi que d'autres diffèrent des canons de Trullo. Dans une étape symbolique et importante, Serge déclare son soutien au chant « Agneau de Dieu qui enlève le péché du monde, aie pitié de nous », à la fraction de l'hostie pendant la messe et restaure la façade en mosaïque endommagée dans l'atrium de Saint-Pierre qui dépeint le culte de l'Agneau ; la représentation du Christ comme l'agneau avait été interdite par le Conseil. l’Agnus Dei aurait été chanté en grec et en latin au cours de cette période. De la même manière que les changements liturgiques de Serge Ier, il compose lui-même une litanie en grec (existant dans le Psautier d'Æthelstan) destinée à être récitée à la fête de tous les saints.
Furieux, l'empereur Justinien II envoie son magistrianus, également nommé Serge, à Rome pour arrêter l'évêque Jean de Portus, le chef du légat du pape lors du troisième concile de Constantinople et Boniface, le conseiller du pape. Les deux hauts fonctionnaires sont ramenés à Constantinople en avertissement au pape. Par la suite, Justinien II ordonne l'arrestation de Serge Ier et son enlèvement pour Constantinople, par son violent garde du corps, le protospathaire Zacharias pour le faire comparaître devant le tribunal impérial, comme on avait procédé avec Martin Ier en 653. Toutefois, les milices de Rome, celles byzantines de l'exarque de Ravenne et celles du Duché de Pentapole font échouer l'opération. Peu de temps après, Justinien II est renversé par un coup d'État. Cependant, les treize révoltes qui ont lieu en Italie et en Sicile et qui précédent la chute de l'exarchat en 751 étaient uniformément « de nature impériale » en ce sens qu'elles abritaient encore l'«allégeance à l'idéal de l'Empire romain chrétien» et ne nourrissaient pas d'ambitions nationalistes pour la péninsule italienne. En effet, plutôt que de capitaliser sur les sentiments anti-byzantins en Italie, Serge Ier lui-même tente d'étouffer toute la controverse.
En 705, Justinien II cherche à composer avec le pape Jean VII pour lui demander d'énumérer les canons spécifiques du concile qui lui paraissent problématiques et confirmer le reste ; cependant, Jean VII ne prend aucune mesure. En 710, Justinien II ordonne au pape de comparaître à Constantinople, par mandat impérial. Le pape Constantin, un Syrien, part pour Constantinople, en 710 avec ses treize clercs, dont onze sont également Orientaux. Il croise le chemin de l'exarque Jean III Rizocopo à Naples qui fait route pour Rome afin d'exécuter quatre hauts fonctionnaires pontificaux qui ont refusé d'accompagner le pape. Malgré le rejet, de la part de Rome, du Quinisexte le déplacement du pape à Constantinople permet en grande partie de combler le fossé entre le pape et l'empereur.
Au cours de cette période, le grec est la langue utilisée par les Orientaux innombrables qui gravissent les rangs du clergé. Selon Ekonomou, entre 701 et 750, les Grecs sont plus nombreux que les Latins, à hauteur de trois et demi contre un. Les vides du pouvoir sont rapidement comblés par Rome: par exemple, en 729, le pape Grégoire II vient en aide de l'exarchat de Ravenne, en l'aidant à écraser la rébellion de Tiberius Petasius, un usurpateur Byzantin. En 743 et 749, le pape Zacharie négocie le retrait des Lombards du territoire impérial.

#### Le litige iconoclaste

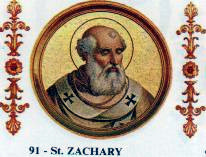
Le pape Zacharie est le dernier pape d'origine grecque et le dernier à solliciter l'approbation de l'empereur pour son élection.

Les papes de la première moitié du VIIIe siècle perçoivent Constantinople comme une source de légitime autorité et dans la pratique « paient grassement » pour continuer à recevoir la confirmation impériale ; mais l'autorité byzantine en Italie a presque disparu (à l'exception de la Sicile) alors que les empereurs deviennent de plus en plus pressés par les conquêtes musulmanes. Selon Ekonomou :

« Comme chaque pontife romain qui était venu avant lui, Zacharie se considérait comme un fidèle serviteur de l’Imperium Romanum Christianum et un sujet obéissant à l'empereur qui occupe le trône de Constantinople. L'Empire était, après tout, l'image terrestre du royaume du ciel. C'était un royaume sacré dont Rome et la papauté étaient parties intégrantes. Il représentait la culture et la civilisation. Il était la chaîne irréfragable qui reliait le présent au passé, classique et donnait à Rome, sa bien-aimée, l'aura de l'éternité. Plus que tout, c'est l'Empire qui gardait et protégeait la Sainte, Catholique et Apostolique Église. L'empereur était élu de Dieu sur Terre. Il occupait l'Empire au nom du Christ dont il était l'instrument et dont il tirait son pouvoir et son autorité. Critiquer l’empereur était un sacrilège ; ne pas lui obéir et prier pour lui, qu'il soit bon ou mauvais, était une impiété impensable. »

Bien que l'antagonisme au sujet de l'expansion de la domination byzantine a longtemps persisté en Italie, la rupture politique est mise en branle, pour de bon, en 726 par l’iconoclasme de l'empereur Léon III l'Isaurien. L'exarque s'est fait lyncher, tout en essayant de faire respecter l'édit iconoclaste et le pape Grégoire II a vu l'iconoclasme comme la dernière d'une série d'hérésies impériales. En l'an 731, son successeur, le pape Grégoire III organise un synode à Rome (assisté par l’archevêque de Ravenne) et déclare l'iconoclasme punissable par l'excommunication. Lorsque l'exarque fait don de six colonnes d'onyx pour le sanctuaire de Saint-Pierre, en remerciement de l'aide du pape pour la libération de l'emprise des Lombards, Grégoire III, par défi, les fait transformer en icônes.

### La rupture définitive
Léon III répond en 732-733, en confisquant tous les patrimoines pontificaux en Italie du sud et en Sicile, ce qui représente les plus grosses sources de revenus du pape. Il retire en outre les évêchés de Thessalonique, Corinthe, Syracuse, Reggio, Nicopolis, Athènes et Patras, de la juridiction papale et les soumet au patriarche de Constantinople. C'est aussi une façon de revoir les priorités de l'Empire, en renforçant son emprise sur le sud de la péninsule italienne, au prix d'une fragilisation considérable de l'exarchat de Ravenne. Ce dernier est finalement détruit sous les coups des Lombards en 751. Dès lors, la papauté se voit chassée de l'Empire. Le pape Zacharie, en 741, est le dernier pape à annoncer son élection à un empereur byzantin ou à demander son approbation.

## Relations ultérieures

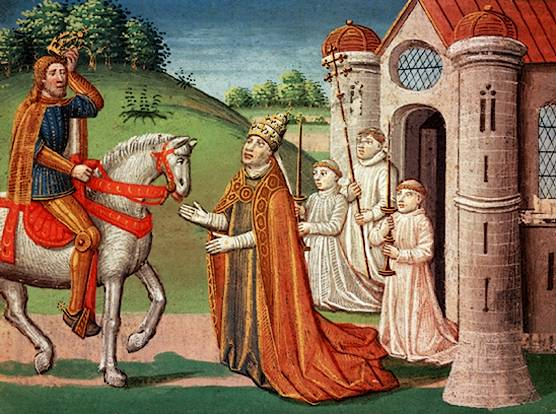
Charlemagne et le pape Adrien Ier

Avant que cinquante ans ne s'écoulent (Noël 800), la papauté reconnait Charlemagne comme empereur. Ce développement illustre la façon dont la papauté s'est détournée de la puissance déclinante de Byzance pour s'allier avec le royaume carolingien. Byzance subit une série de revers militaires durant cette période et perd pratiquement toute emprise sur l'Italie.
Lorsque, vers la fin du Xe siècle, Liutprand de Crémone se rend à Constantinople, les relations se sont clairement détériorées entre la papauté et Byzance, pourtant redevenue plus forte sous les règnes de Romain Ier Lécapène et Constantin VII Porphyrogénète. En effet, Liutprand rapporte la colère des fonctionnaires byzantins, quand le pape s'adresse à l'empereur comme « empereur des Grecs », par opposition à l'empereur des Romains.

## Liste des papes byzantins
La papauté byzantine s'est composée des papes et antipapes suivants : parmi les treize papes, de 678 à 752, seuls Benoît II et Grégoire II sont des natifs Romains, tous les autres sont de langue grecque, de la Grèce, la Syrie, ou la Sicile byzantine. Beaucoup des papes de cette période avaient précédemment servi comme apocrisiaires à Constantinople (l'équivalent du Nonce apostolique actuel). La série de papes, de Jean V à Zachary (685-752) est parfois appelée la « captivité byzantine », car un seul pape de cette période, Grégoire II, n'est pas d'origine orientale.

### VIesiècle
- 537-555 : Vigile, Romain (ancien apocrisiaire)
- 556-561 : Pélage Ier, Romain (ancien apocrisiaire)
- 561-574 : Jean III, Romain
- 575-579 : Benoît Ier, Romain
- 579-590 : Pélage II, Romain
- 590-604 : Grégoire Ier, Romain (ancien apocrisiaire)

### VIIesiècle
- 604-605 : Sabinien, Italien du Latium (ancien apocrisiaire)
- 607-607 : Boniface III, Romain d'ascendance paternelle grecque (Antioche[63]) (ancien apocrisiaire)
- 608-615 : Boniface IV, Italien des Abbruzzes
- 615-618 : Adéodat Ier, Romain
- 619-625 : Boniface V, Italien de Naples
- 625-638 : Honoré Ier, Italien de Campanie
- 640-640 : Séverin, probablement Romain
- 640-642 : Jean IV, Dalmatin (premier pape né et élevé dans l'Est de l'Italie depuis Zosime (417-418)[64]
- 642-649 : Théodore Ier, Grec palestinien[65]
- 649-655 : Martin Ier (ancien apocrisiaire[66]), Italien d'Ombrie
- 655-657 : Eugène Ier, Romain
- 657-672 : Vitalien, (originaire de l'est : le père s'appelle Anastasios)[67]
- 672-676 : Adéodat II, Romain
- 676-678 : Donus, Romain
- 678-681 : Agathon, Grec
- 681-683 : Léon II, Grec sicilien
- 684-685 : Benoît II, Romain
- 685-686 : Jean V, Syrien
- 686-687 : Conon, Grec sicilien
- 687-701 : Serge Ier, Syrien

### VIIIesiècle
- 701-705 : Jean VI, Grec
- 705-707 : Jean VII, Grec calabrais
- 708-708 : Sisinnius, Syrien
- 708-715 : Constantin, Syrien
- 715-731 : Grégoire II, Romain
- 731-741 : Grégoire III, Syrien
- 741-752 : Zacharie, Grec calabrais

## Héritage

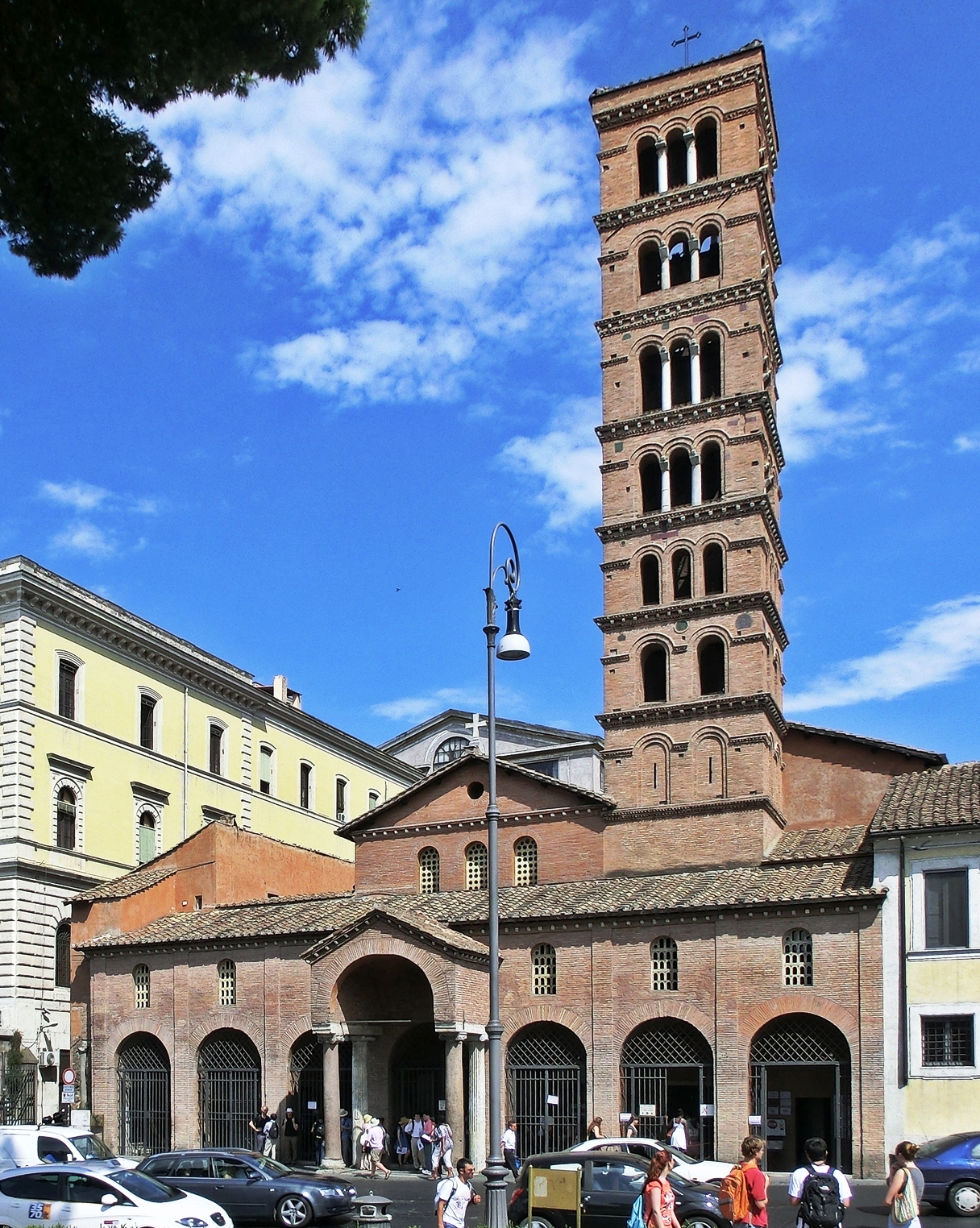
Façade de l'Église Santa Maria in Cosmedin à Rome

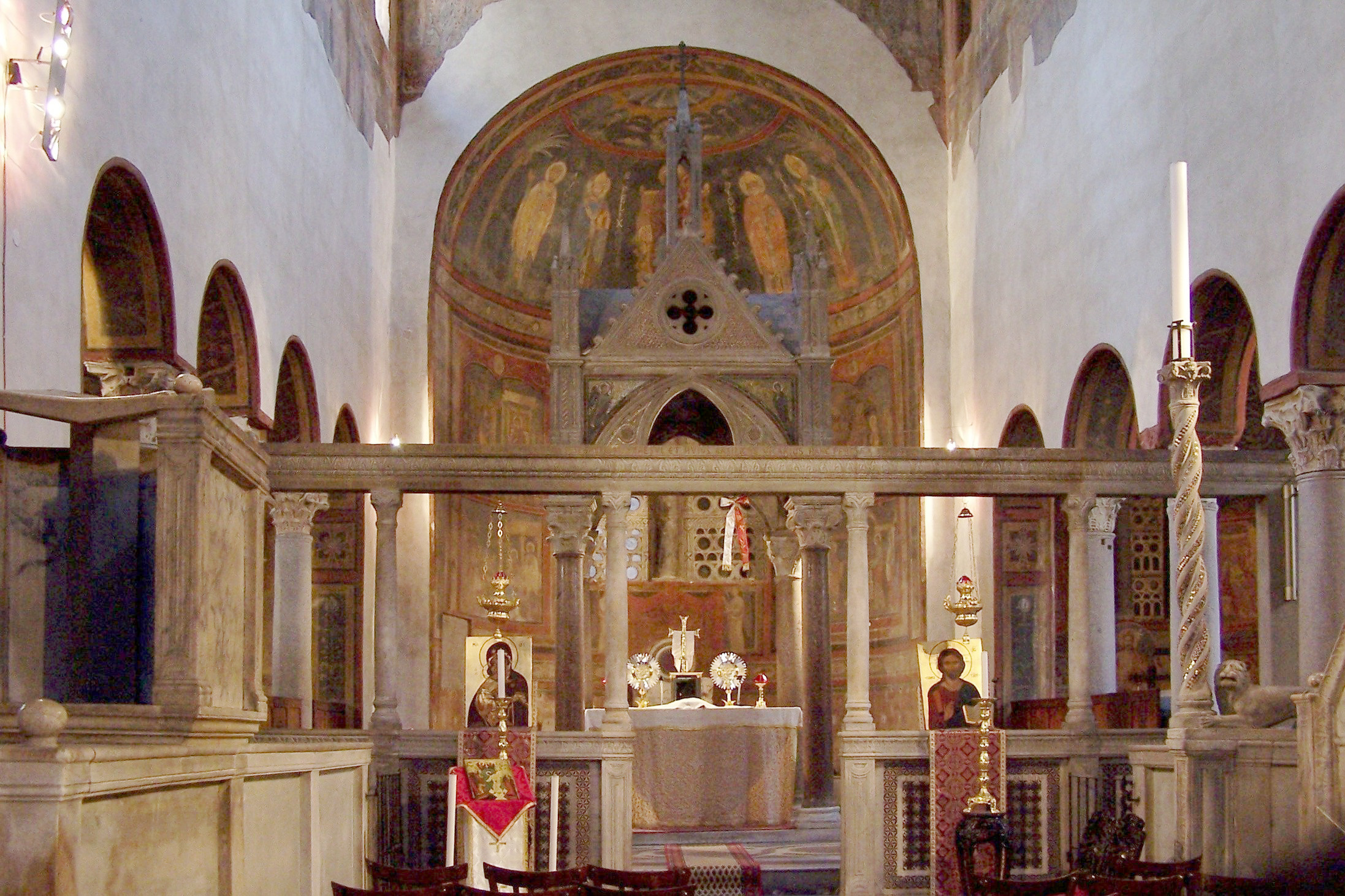
L'intérieur de l'église Santa Maria in Cosmedin et son intérieur de style byzantin

Selon Duffy, « dès la fin du VIIe siècle ceux qui, outre le latin, parlent le grec, dominent la culture cléricale de Rome, fournissant ses cerveaux théologiques, son talent administratif et une grande partie de sa culture visuelle, musicale et liturgique ». Ekonomou soutient qu'« après quatre décennies de domination byzantine, l'Orient s'est inexorablement insinué dans la ville sur le Tibre. Même Grégoire succomberait, peut-être involontairement, au lux Orientis […] Une fois que les obligations politiques avaient été réformées, tant Rome que la Papauté commenceraient rapidement à éprouver, même avant que le VIe siècle ne soit terminé, ses autres influences ». Ekonomou voit l'influence byzantine en tant qu'organe, plutôt qu'« un programme volontaire ou systématique » des empereurs ou exarques, qui s'est concentré davantage sur le contrôle politique et la fiscalité que l'influence culturelle.

### Démographie et vie monastique
La Graeca schola (aussi appelée la Graeca ripa ou banque grecque) se réfère au segment de la rive du Tibre « fortement peuplée par des Orientaux, Grecs, Syriens ou Egyptiens ». Le cœur et le centre économique de la « Rome romaine tardive » (par différence de la « Rome ostrogotique » antérieure ou lombarde postérieure) est, au cours de cette période, le quartier autour de l'Église Santa Maria in Cosmedin, appelé bien plus tard « byzantin », comme autour des églises contemporaines de Ravenne et de Naples). La partie de l'Aventin qui surplombe ce quartier est appelée Ad Balcernas ou Blachernas d'après le quartier homonyme de Constantinople. Cette zone urbaine est connue plus tard comme piccolo Aventino, « le petit Aventin », mais l'historiographie moderne l'appelle quartier gréco-oriental en référence à la présence de moines suivant la règle de saint Sabas.
Tous les Romains étaient alors citoyens de l'Empire d'Orient mais ceux venus de l'Orient géographique, et parlant grec, araméen, arménien ou égyptien sont considérés par les sources modernes comme des « immigrés byzantins ». Les réfugiés romanophones, fuyant les persécutions des Vandales en Afrique du Nord et le schisme Laurentien, sont aussi venus à Rome en grand nombre au début du VIe siècle, de même que ceux fuyant les lombards. Pratiquement toute la communauté médicale de Rome était de langue grecque, et une école grecque de médecine est créée durant cette période. La plupart des habitants grecs de Rome, durant cette période, étaient affiliés à des guildes laïques attachées à telle ou telle communauté monastique (μοναστηριακού λαϊκή υπακοή κοινότητα), mais la question se pose de savoir si ces monastères étaient ou non exclusivement grecs. En 678, il y existe quatre monastères grecs: San Saba, Domus Ariscia, SS. Andreas et Lucia & Salvias Aquas. Constantin IV fait allusion à ces quatre monastères dans une lettre au pape Donus ; Ekonomou suggère qu'il y a au moins deux monastères grecs de plus à Rome : Boetiana et Saint-Érasme sur la colline du Cælius. À la fin du VIIe siècle, les moines grecs apportent l'institution de la diaconie monastériale (monasteria diaconia) qui se consacre à servir les indigents de la ville.
À la fin du VIe siècle, les « orientaux » représentent une minorité du clergé romain, bien qu'ils aient été sans doute admis dans celui-ci (vu les noms de ceux qui ont assisté à aux procédures synodales). Bien qu'ils représentent moins d'un pour cent de la hiérarchie, au début du VIIe siècle, le pourcentage des « orientaux » est plus élevé dans la prêtrise. En revanche, un synode convoqué par Agathon en 679 était principalement oriental (plus de la moitié des évêques et les deux tiers des prêtres). Ces moines apportent de l'Orient avec eux un corpus ininterrompu de connaissances qui étaient dispersées et méconnues en Occident. Les non-moines ont aussi émigré à Rome, comme on peut le voir dans la popularité, qui monte en flèche, des noms comme Sisinnes, Georgios, Thalassios et Sergius (et dans une moindre mesure: Gregorios, Ioannes, Paschalis, Stephanos et Theodoros). Ekonomou cite l'« apparition de ces noms, et la disparition de Probus, Faustus, Venance et Importunus comme preuve de la transformation de la composition ethnique de la ville ». À ces chrétiens il faut ajouter les Juifs grecs signalés par des patronymes comme Benelli, Calonimo, Crissologo, Mellini, Nassi, Salmoni…, qui ont apporté à Rome un important corpus de littérature judéo-hellénistique, qui comporte entre autres les premières traductions de la Bible hébraïque (dont la Septante), les livres deutérocanoniques qui ne sont pas acceptés dans le Tanakh, les livres inter-testamentaires, et les premières tentatives d'intégrer la philosophie au judaïsme, dont le plus brillant représentant est Philon d'Alexandrie.

### Économie
Les commerçants orientaux furent nombreux dans la vie économique de Rome. Le ressentiment local contre cette réalité conduit l'empereur Valentinien III à expulser tous les commerçants non-locaux de la ville en 440, mais une famine s'ensuit et le contraint à revenir sur cette décision. En fait, l'Italie byzantine étant une partie de l'Empire, rien n'empêchait les commerçants de toutes les parties de l'Empire d'Orient de suivre les routes commerciales traditionnelles de Rome comme à l'époque impériale, rendant la ville aussi cosmopolite que par le passé.

### Architecture

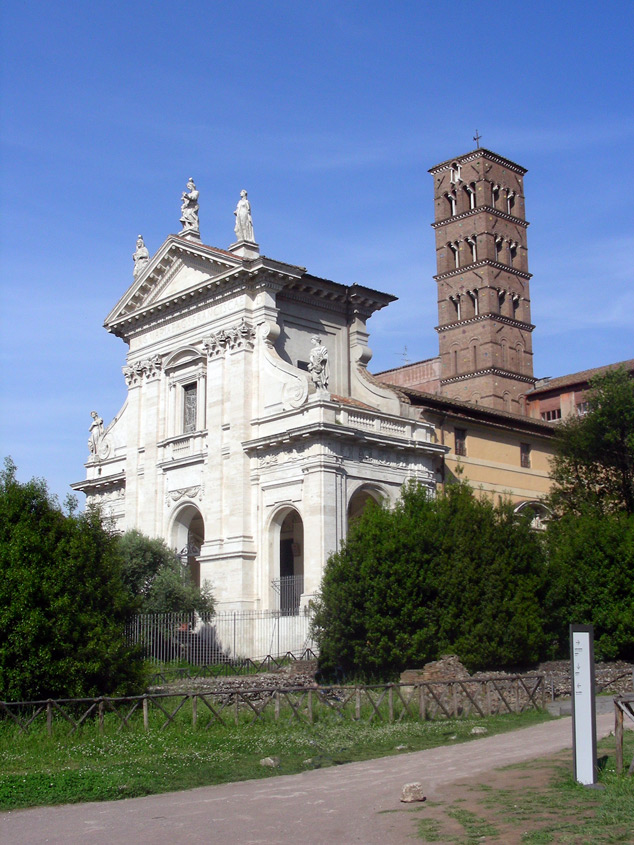
La basilique Santa Francesca Romana.

Les prélats parlant grec se concentrent dans un cercle d'églises sur le Mont Palatin, dédiées aux saints orientaux : Côme et Damien, Serge et Bacchus, Hadrien, Quiricius et Giulitta, Cyrus et Jean. La présence grecque se concentre également dans la diaconie, le long du Tibre, où se trouvent les églises de San Giorgio in Velabro et Santa Maria in Cosmedin.

« Même les traditions indigènes de l'art religieux romain ont été maintenant transformées par l'influence de l'Est ; le réalisme monumental du style romain, représenté dans l'abside de la basilique Santi Cosma e Damiano est remplacé par le formalisme délicat des peintures de l'église Santa Maria Antiqua ou le style byzantin de l'icône de la Vierge qui se trouve aujourd'hui dans la basilique Santa Francesca Romana. Le culte de l'Église romaine lui-même est transformé par l'influence de l'Est. »

L'église Santa Maria in Cosmedin est donnée aux moines grecs qui ont fui la persécution iconoclaste ; elle est construite sur un plan grec avec trois absides et un templon byzantin, introduit à l'Ouest durant cette période.

### Littérature et musique
Rome connait une courte efflorescence culturelle au début du VIe siècle, à la suite de la traduction des mots grecs : « à la fois sacré et profane » en latin, avec la montée d'une classe intellectuelle à l'aise dans les deux langues. En raison du fait que l'enseignement classique à Rome décline pratiquement au stade de l'extinction, même éduqués, les latinistes ne peuvent pas lire ces œuvres dans leur version originale grecque et sont contraints de compter sur la traduction. Beaucoup de ces textes apparaissent dans la bibliothèque papale, fondée par le pape Agapet Ier vers 535 (déplacée plus tard par le pape Grégoire Ier dans son monastère sur la colline du Cælius et plus tard au Latran). La bibliothèque papale ne contient que très peu de textes en l'an 600, mais se vante de ses étagères de codex (principalement grecs) vers l'an 650. En outre, le personnel de la chancellerie papale est tout à fait bilingue, dès la mi-siècle, avec son appareil administratif géré par les Grecs. Jusqu'à récemment, les chercheurs pensaient que les textes pontificaux avaient été écrits en latin puis traduits en grec, mais la preuve concernant les travaux du concile de Latran de 649 révèle que c'est exactement le contraire.
Pourtant, le déclin de la connaissance de la langue grecque a continué presque sans contrôle et les traducteurs sont limités par le faible approvisionnement tout au long de la papauté de Grégoire Ier. Ce n'est qu'à la fin du VIe siècle que la connaissance de la langue grecque (et l'offre correspondante des textes grecs) subit une légère augmentation de vitalité. Inversement, la connaissance du latin à Constantinople était non seulement rare mais aussi anachronique : dans les Balkans, seuls les Thraco-Romains étaient encore locuteurs d'idiomes latins.
Le pape Vitalien (657-672) établit un schola cantorum (la chorale papale) pour former les chanteurs de cérémonie, qui sont presque entièrement copiés sur le modèle byzantin. Vitalien introduit également la célébration des vêpres de Pâques ainsi que le baptême de l'Épiphanie, deux traditions originaires de Constantinople. La « byzantinisation » liturgique favorisée par Vitalien sera poursuivie par ses successeurs. Cependant, la langue latine a fait une résurgence liturgique remplaçant officiellement le grec entre 660 et 682 ; puis le grec réapparaît à nouveau au cours de la papauté du pape Agathon et ses successeurs.
Au début du VIIIe siècle, les liturgies bilingues sont fréquentes, avec la préséance grecque. Ainsi, les mœurs littéraires grecques trouvent leur place dans l'ensemble du calendrier liturgique et plus particulièrement dans les rituels du pape. Cette période jette les bases de la mariologie occidentale, prochement construite d'après le culte oriental de Théotokos ("Mère de Dieu"), où Marie est considérée comme la protectrice spéciale de Constantinople.

### Rites
Plusieurs caractéristiques de la cour papale apparues pendant cette période, sont calquées sur les rituels similaires à la cour de Byzance. Par exemple, la fonction papale du vestararius imite les protovestiaire de la cour de Constantinople, responsable de la gestion des finances et de la garde-robe papale.

### Théologie

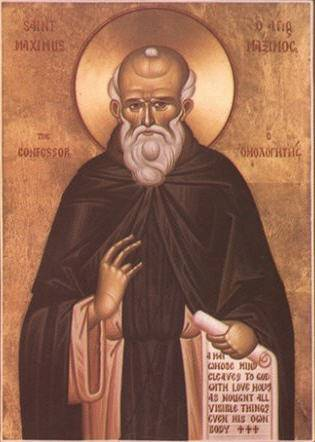
Maxime le Confesseur Moine et théologien Byzantin

Au cours de cette période, la chrétienté italienne absorbe les coutumes et les pratiques liturgiques de Constantinople, dans ses formes de culte et d'intercession. Cette influence orietale n'atteint cependant pas tout l'Occident chrétien, qui absorbe aussi maintes tradition issues des mythologies celtique et germanique. Maxime le Confesseur, qui a été conduit sous escorte de la garde impériale de Rome à Constantinople, en 654, caractérise le développement théologique du monachisme oriental à Rome dans le contexte des conflits avec les empereurs byzantins. Maxime et son compatriote gréco-palestinien, le futur pape Théodore Ier convoquent un synode à Rome pour les principaux évêques latins qui entravent les efforts de l'Empire pour faire respecter l'unité doctrinale, notamment sur la question du monothélisme, et donc pour mettre fin aux divisions romaines d'Orient qui arrangent bien les Perses.
À la suite de cette floraison théologique, « pour la première fois, en plus d'un siècle, l'Église de Rome est en mesure de débattre de questions théologiques avec Byzance à partir d'une position d'égalité à la fois dans la substance intellectuelle et la forme rhétorique ». Cependant, « l'ironie, c'est que Rome fait l'expérience de sa revitalisation, non pas en s'appuyant sur ses propres ressources pitoyables, mais plutôt grâce à la collaboration d'un pape gréco-palestinien et un moine de Constantinople qui emploient un style de discours théologique dont la tradition est purement orientale ».
Dès le pontificat de Grégoire Ier, les églises d'Italie et de Sicile commencent « à suivre de plus en plus les formes rituelles de l'orient », que Grégoire lui-même s'est efforcé de combattre et modifier. Par exemple, les églises romanes adoptent la pratique de l'Alléluia durant la messe sauf pendant les cinquante jours entre Pâques et la Pentecôte ; dans une lettre, Grégoire Ier reconnait l'évolution mais affirme qu'il vient de Jérusalem et qu'il arrive à Rome non pas à travers Constantinople, mais grâce à Jérôme et le pape Damase Ier. De même, Grégoire Ier revendique une ancienne origine pour les Sous-diacre pour leur permettre de participer à la messe sans tunique, une pratique courante à Constantinople. Grégoire Ier tient également à distinguer le Kyrié Eleison, latin du grec, notant que seuls les clercs romains (plutôt que toute la congrégation à l'unisson) le récite ; par la suite il ajoute un supplément au Kirié Eleison.
En dépit de ses véhémentes déclarations publiques, Grégoire Ier était lui aussi un vecteur de l'influence grecque. Comme l'indique Ekonomou, Grégoire Ier « ne reflète pas seulement, mais est, à bien des égards, responsable de l'attitude ambivalente de Rome en direction de l'orient ». Par exemple, il organise une série de processions liturgiques à Rome, pour « apaiser la colère de Dieu et soulager les souffrances de la ville » de la peste qui a tué son prédécesseur, lesquelles ressemblant beaucoup aux processions byzantines dont Grégoire Ier avait été témoin en tant apocrisiaire. La mariologie de Grégoire Ier comporte également plusieurs influences byzantines. Cependant, après la mort de Grégoire Ier, l'influence orientale est devenue plus apparente et l'adoption de pratiques byzantines s'est accélérée.
Serge Ier incorpore la coutume syrienne du chant de l’Agnus Dei et des processions élaborées avec des chants grecs dans la liturgie romaine. Les « plus savants et plus sophistiqués des intérêts théologiques », des papes grecs, ajoutent également un nouveau « côté doctrinal » aux revendications de la primauté du pontife romain, « affûté et fixé » par des affrontements divers avec l'empereur. Les moines orientaux, si ce n'est pas la société byzantine au sens large, au IVe siècle et Ve siècle sont venus à considérer Rome comme « non seulement, un autre patriarche », mais aussi une source unique de l'autorité doctrinale. Selon Ekonomou, les dialogues « reflètent mieux l'impact que l'orient exerce sur Rome et la papauté, à la fin du VIe siècle » comme on « donne à l'Italie, de saints hommes qui font partie d'une unique tradition hagiographique dont les racines plongent dans le désert égyptien et les grottes syriennes ».

### Arts
La période byzantine voit la disparition de la plupart des vestiges de mosaïques, de style classique, en Italie, bien que le processus de cette transition est difficile à suivre en raison du fait qu'il y a encore moins de mosaïques survivantes de la période dans le monde de langue grecque qu'en Italie. La séquence magnifique de mosaïques de Ravenne se poursuit sous l'Exarchat, avec celles de la basilique de San Vitale (527-548, qui couvre le changement de règles) et la basilique de San Apollinare in Classe (549) ; mais on ne peut déceler de transition nette du style, comparable à celles produites dans le cadre du royaume ostrogoth ou des empereurs d'Occident au cours des décennies précédentes. Le pape grec Jean VII est de loin le patron le plus remarquable du style iconographique byzantin, commandant d'innombrables œuvres aux artisans grecs de passage.
Quatre églises de Rome ont des mosaïques de saints près du lieu où leurs reliques sont déposées ; elles montrent toutes l'abandon de l'illusionnisme classique pour les visages flottants dans l'espace aux grands yeux : San Lorenzo fuori le Mura (580), Sant'Agnese fuori le mura (625-38), Santo Stefano Rotondo (640) et la chapelle de San Venanzio dans la l'archibasilique du Latran (640).
Les manuscrits enluminés montrent des évolutions similaires, mais il est difficile de voir des éléments spécifiquement byzantins dans le nouveau style médiéval des Évangiles de St Augustin de l'an 595. Le plus ancien livre "L'évangile en latin" est très probablement passé par les mains de Grégoire Ier. Les premières estimations sur la date des fresques de Castelseprio, dans le nord de l'Italie, qui montrent sans aucun doute une forte influence byzantine, les situeraient en cette période, mais la plupart des savants d'aujourd'hui, les datent de beaucoup plus tard. Il existe également beaucoup de spéculations, à l'égard de Castelseprio et d'autres œuvres, sur des artistes grecs qui fuyaient l'iconoclasme vers l'Ouest, mais il y a peu ou pas de preuve directe.